# قائمة رؤساء الدول والحكومات المثليين والمثليات ومزدوجي التوجه الجنسي والمتحولين جنسيا علنا
هذه قائمة للأشخاص المثليين والمثليات ومزدوجي التوجه الجنسي والمتحولين جنسياً (اختصاراً: LGBT) الذين تولوا مناصب رؤساء حكومات بلد ما سواء أكان هذا على المستوى الوطني أو رؤساء حكومات لتقسيمات إدارية على المستوى دون الوطني مثل الولاية أو المقاطعة أو الإقليم ضمن بلدٍ ما. وبلغ عدد الأشخاص المنتمين لمجتمع المثليين علنا والذين خدموا كرؤساء حكومة على المستوى الوطني 5 أشخاص حتى الآن في بلدان آيسلندا وبلجيكا ولوكسمبورغ وجمهورية أيرلندا وصربيا.
يجب الأخذ بعين الاعتبار أن هذه القائمة تشمل فقط السياسيين الذين كانوا معلنين عن توجههم المثلي خلال جزء أو خلال كل فترة تقلدهم المنصب. ولم يتم ادرج السياسيين الذين كانوا غير معلنين عن ميولهم المثلية أثناء وجودهم في المنصب، أو الذين أعلنوا عنها بعد تقاعدهم من المنصب، أو الذين كُشِف عن مثليتهم رغما عنهم إلا بعد وفاتهم.

## المستوى الوطني
| الاسم                | صورة | البلد           | المنصب       | الحزب السياسي                                              | تاريخ تولي المنصب | تاريخ انتهاء المدة | التوجه الجنسي أو الهوية الجندرية |
| -------------------- | ---- | --------------- | ------------ | ---------------------------------------------------------- | ----------------- | ------------------ | -------------------------------- |
| يوهانا سيغورذاردوتير |      | آيسلندا         | رئيس الوزراء | التحالف الديمقراطي الاجتماعي                               | 1 فبراير 2009     | 23 مايو 2013       | مثلية الجنس                      |
| إليو دي روبو         |      | بلجيكا          | رئيس الوزراء | الحزب الاشتراكي البلجيكي                                   | 6 ديسمبر 2011     | 11 أكتوبر 2014     | مثلي الجنس                       |
| ليو فرادكار          |      | جمهورية أيرلندا | تيشخ         | فاين غايل                                                  | 14 يوليو 2017     | 27 يونيو 2020      | مثلي الجنس                       |
| كزافييه بيتل         |      | لوكسمبورغ       | رئيس الوزراء | الحزب الديمقراطي                                           | 4 ديسمبر 2013     | الحالي             | مثلي الجنس                       |
| آنا برنابيتش         |      | صربيا           | رئيس الوزراء | مستقلة (قبل عام 2019)/ الحزب التقدمي الصربي (بعد عام 2019) | 29 يونيو 2017     | الحالي             | مثلية الجنس                      |

## المستوى دون الوطني
| الاسم            | صورة | الإقليم والبلد                      | المنصب                                | الحزب السياسي                                                                   | تاريخ تولي المنصب | تاريخ انتهاء المدة | مدة العهدة         | التوجه الجنسي أو الهوية الجندرية |
| ---------------- | ---- | ----------------------------------- | ------------------------------------- | ------------------------------------------------------------------------------- | ----------------- | ------------------ | ------------------ | -------------------------------- |
| إليو دي روبو     |      | والونيا · بلجيكا                    | وزير رئيس والونيا                     | الحزب الاشتراكي البلجيكي                                                        | 15 يوليو 1999     | 4 أبريل 2000       | 264 أيام           | مثلي الجنس                       |
| يان فرانسن       |      | جنوب هولندا · هولندا                | المفوض الملكي لجنوب هولندا            | حزب الشعب من أجل الحرية والديمقراطية                                            | 3 مايو 2000       | 1 يناير 2014       | 13 سنوات و243 أيام | مثلي الجنس                       |
| كلاوس فوفيرايت   |      | برلين · ألمانيا                     | رئيس البلدية الحاكم لبرلين            | الحزب الديمقراطي الاجتماعي الألماني                                             | 16 يونيو 2001     | 11 ديسمبر 2014     | 13 سنوات و178 أيام | مثلي الجنس                       |
| أولي فون بويست   |      | هامبورغ · ألمانيا                   | رئيس البلدية الحاكم لهامبورغ          | الاتحاد الديمقراطي المسيحي                                                      | 31 أكتوبر 2001    | 25 أوت 2010        | 8 سنوات و283 أيام  | مثلي الجنس                       |
| جيم مكغريفي      |      | نيوجيرسي · الولايات المتحدة         | حاكم ولاية نيوجيرسي                   | الحزب الديمقراطي                                                                | 15 يناير 2002     | 15 نوفمبر 2004     | 2 سنوات و305 أيام  | مثلي الجنس                       |
| نيكي فيندولا     |      | بوليا · إيطاليا                     | رئيس بوليا                            | حزب إعادة التأسيس الشيوعي (قبل عام 2009)/حزب البيئة الحر اليساري (بعد عام 2009) | 4 أبريل 2005      | 1 يونيو 2015       | 10 سنوات و58 أيام  | مثلي الجنس                       |
| كليمنز كورنيليه  |      | خيلدرلند · هولندا                   | المفوض الملكي لخيلدرلند               | حزب الشعب من أجل الحرية والديمقراطية                                            | 31 أغسطس 2005     | 6 فبراير 2019      | 13 سنوات و159 أيام | مثلي الجنس                       |
| إليو دي روبو     |      | والونيا · بلجيكا                    | وزير رئيس والونيا                     | الحزب الاشتراكي البلجيكي                                                        | 6 أكتوبر 2005     | 20 يوليو 2007      | 1 سنة و287 أيام    | مثلي الجنس                       |
| لين براون        |      | كيب الغربية · جنوب أفريقيا          | رئيسة محافظة كيب الغربية              | المؤتمر الوطني الأفريقي                                                         | 25 يوليو 2008     | 6 مايو 2009        | 315 أيام           | مثلية الجنس                      |
| آلان بيل         |      | جزيرة مان · المملكة المتحدة         | رئيس وزراء حكومة جزيرة مان            | مستقل                                                                           | 11 أكتوبر 2011    | 4 أكتوبر 2016      | 4 سنوات و359 أيام  | مثلي الجنس                       |
| روزايرو كروتشيتا |      | صقلية · إيطاليا                     | رئيس صقلية                            | الحزب الديمقراطي                                                                | 10 نوفمبر 2012    | 18 نوفمبر 2017     | 5 سنوات و8 أيام    | مثلي الجنس                       |
| كاثلين وين       |      | أونتاريو · كندا                     | رئيسة وزراء مقاطعة أونتاريو           | الحزب الليبرالي في أونتاريو                                                     | 11 فبراير 2013    | 7 يونيو 2018       | 5 سنوات و116 أيام  | مثلية الجنس                      |
| أندرو بار        |      | إقليم العاصمة الأسترالية · أستراليا | رئيس إقليم العاصمة الأسترالية         | حزب العمال الأسترالي (فرع إقليم العاصمة الأسترالية)                             | 11 ديسمبر 2014    | الحالي             | 10 سنوات و100 أيام | مثلي الجنس                       |
| كيت براون        |      | أوريغون · الولايات المتحدة          | حاكمة ولاية أوريغون                   | الحزب الديمقراطي                                                                | 18 فبراير 2015    | الحالي             | 10 سنوات و31 أيام  | مزدوجة التوجه الجنسي             |
| ويد ماكلاكلين    |      | جزيرة الأمير إدوارد · كندا          | رئيس وزراء مقاطعة جزيرة الأمير إدوارد | الحزب الليبرالي في جزيرة الأمير إدوارد                                          | 23 فبراير 2015    | 9 مايو 2019        | 4 سنوات و75 أيام   | مثلي الجنس                       |
| نيلوكا إكاناياكي |      | المقاطعة الوسطى · سريلانكا          | حاكمة المقاطعة الوسطى                 | مستقلة                                                                          | 17 مارس 2016      | 11 أبريل 2018      | 2 سنوات و25 أيام   | امرأة متحولة جنسيا               |
| أرنو بروك        |      | فرايزلاند · هولندا                  | المفوض الملكي لفرايزلاند              | حزب الشعب من أجل الحرية والديمقراطية                                            | 1 مارس 2017       | الحالي             | 8 سنوات و20 أيام   | مثلي الجنس                       |
| نيلوكا إكاناياكي |      | مقاطعة ساباراغاموا · سريلانكا       | حاكمة مقاطعة ساباراغاموا              | مستقلة                                                                          | 12 أبريل 2018     | 31 ديسمبر 2018     | 263 أيام           | امرأة متحولة جنسيا               |
| جارد بولس        |      | كولورادو · الولايات المتحدة         | حاكم ولاية كولورادو                   | الحزب الديمقراطي                                                                | 8 يناير 2019      | الحالي             | 6 سنوات و72 أيام   | مثلي الجنس                       |
| إليو دي روبو     |      | والونيا · بلجيكا                    | وزير رئيس والونيا                     | الحزب الاشتراكي البلجيكي                                                        | 13 سبتمبر 2019    | الحالي             | 5 سنوات و189 أيام  | مثلي الجنس                       |
| غوستافو ميليلا   |      | محافظة تييرا ديل فويغو · الأرجنتين  | حاكم محافظة تييرا ديل فويغو           | الاتحاد المدني الراديكالي                                                       | 17 ديسمبر 2019    | الحالي             | 5 سنوات و94 أيام   | مثلي الجنس                       |

## آخرون
يجب الأخذ بعين الاعتبار أن هذه القائمة تشمل فقط السياسيين الذين كانوا معلنين عن توجههم المثلي خلال جزء أو خلال كل فترة تقلدهم المنصب. ولم يتم ادرج السياسيين الذين كانوا غير معلنين عن ميولهم المثلية أثناء وجودهم في المنصب، أو الذين أعلنوا عنها بعد تقاعدهم من المنصب، أو الذين كُشِف عن مثليتهم رغما عنهم إلا بعد وفاتهم، ومن بينهم:
- فيلم الثاني: ملك هولندا مابين عامي 1840-1849 والذي ترأس حكومة مابين عامي 1848-1849 بموجب تنقيحات عام 1848 في الدستور الهولندي. والذي تشير الأرشيفات والكتب بأنه كان إما مثلي الجنس أو مزدوج التوجه الجنسي، وبأنه قد تم ابتزازه بسبب ذلك.[6][7][8][9]
- دون دونستان: رئيس وزراء جنوب أستراليا مرتين: الأولى بين عامي 1967 1968، والثانية بين عامي 1970 و1979. على الرغم من أن دانستان لم يعلق علنًا على توجهه الجنسي، فقد قيل إنه «عاش كإنسان مزدوج التوجه الجنسي متحرر جنسيًا».[10]
- ريتشارد هاتفيلد: رئيس وزراء مقاطعة نيو برونزويك الكندية بين عامي 1970-1987. والذي لم يفصح علنا عن مثليته الجنسية في حياته، ولكن تم الكشف عنها رغما عنه بعد موته.[11][12][13]
- خيرونيمو سافيدرا: رئيس جزر الكناري الإسبانية مرتين: الأولى من عام 1982 إلى عام 1987، والثانية من عام 1991 إلى عام 1993. أعلن عن مثليته الجنسية عام 2000.[14][15][16][17][18]
- كنعان بانانا: رئيس زيمبابوي مابين عامي 1980-1987. والذي رغم نفيه ذلك تم الكشف رغما عنه بكونه إما مثلي الجنس أو مزدوج التوجه الجنسي في عام 1997، رغم نفيه ذلك، وبعد محاكمة حظيت بتغطية إعلامية كبيرة، أدين في عام 1998 ب11 تهمة سدومية و «الأفعال غير الطبيعية»، حبس بسببها لمدة 6 أشهر.[19][20][21][22]